# Hemiphaga novaeseelandiae
Hemiphaga novaeseelandiae (tên tiếng Anh: "New Zealand pigeon" - bồ câu New Zealand, tên tiếng Māori: "kererū") là một loài bồ câu đặc hữu New Zealand. Người Māori đa phần gọi nó là kererū nhưng cũng gọi là kūkupa và kūkū ở một vài nơi của đảo Bắc, nhất là ở Northland.
H. novaeseelandiae thuộc về phân họ Treroninae, họ Bồ câu (Columbidae), (một nhóm các loài chim sinh sống khắp Đông Nam Á, châu Phi và New Zealand). Các thành viên thuộc phân họ Treroninae chủ yếu trái cây, nhất là quả hạch. H. novaeseelandiae nằm trong chi bồ câu Hemiphaga (Bonaparte, 1854), đặc hữu New Zealand và đảo Norfolk. Tuy nhiên, một mảnh xương thuộc chi Hemiphaga đã được phát hiện trên đảo Raoul. Hemiphaga chathamensis trước đây bị xem như một phân loài của H. novaeseelandiae, như nay được công nhận là một loài riêng biệt.